# Johannes Bartholomäus Bluhme

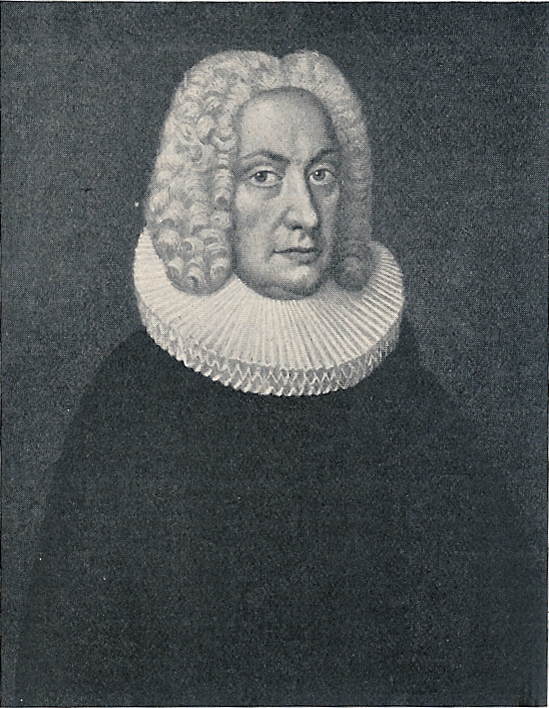
Johannes Bartholomæus Bluhme

Johannes Bartholomäus Bluhme (* 1. November 1681 in Tondern; † 25. Oktober 1753 in Kopenhagen) war ein dänischer Geistlicher.

## Leben
Bluhme war der Sohn von Christopher Bluhme, dem Rektor der Lateinschule in Tondern und dessen Frau Catharina, geb. Thomsen. Er studierte ab 1700 Theologie in Rostock, Kiel und Kopenhagen. Nach dem Studium war er Hauslehrer bei Johann Ludwig von Pincier in Kiel, 1707 wurde er Pastor in Boren. 1728 ging Bluhme als Pastor der St.-Marien-Gemeinde nach Rendsburg. Der dänische König Friedrich IV. hörte eine Predigt Bluhmes bei einem Besuch in Rendsburg und berief ihn daraufhin zu seinem vierten deutschen Hofprediger nach Kopenhagen. Er trat diese Stelle 1729 an; König Christian IV. ernannte ihn 1733 zum Ersten Hofprediger und königlichen Konfessionarius. Er wurde zu einem wichtigen Ratgeber des Königs. Unter dem nachfolgenden König Friedrich V. hatte Bluhme keinen großen politischen Einfluss mehr.
Bluhme war verheiratet mit Ida Amalie Jöns, das Paar hatte zehn Kinder, darunter den späteren Pastor und Hofprediger in Kopenhagen, Christopher Bluhme.

## Schriften
- Exercitium academicum de rationalium cognoscendi principiorum natura: usu et fatis. Weppling, Rostock 1701 (Rostock, Univ., Diss., 1701).